# Malijská fotbalová reprezentace
Malijská fotbalová reprezentace je seniorský mužský A tým, který reprezentuje republiku Mali v zápasech organizovaných FIFA. Má přezdívku Les Aigles (Orli) hraje ve žlutých a zelených dresech. Fotbalový svaz byl založen roku 1960 a v roce 1962 se stal členem FIFA. V dubnu 2011 byla malijská reprezentace na 70. místě světového pořadí FIFA.

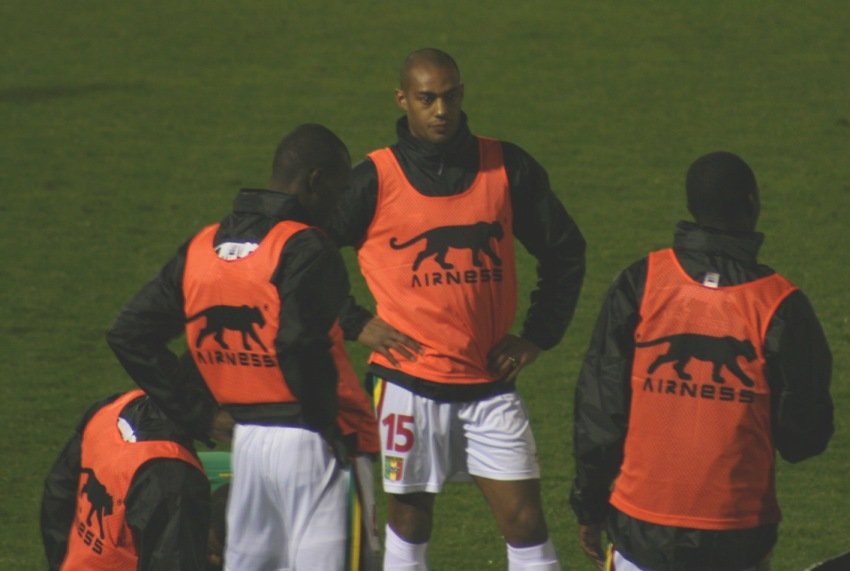
Hráči národního týmu Mali v přátelském utkání proti Litvě na stadiónu de Marville v La Courneuve ve Francii 6. února 2007.

Národní tým Mali se nikdy neprobojoval na Mistrovství světa ve fotbale, je ale pravda, že tato chudá a politicky nestabilní země se poprvé zapojila do kvalifikace MS až v roce 2002. Nezdar v kvalifikační skupině na MS do Německa, kde tým skončil až na pátém místě, vedl k pádu svazového vedení, po domácí porážce s Togem vypukly v březnu 2005 v Bamaku pouliční násilnosti. Úspěšnější byli hráči Mali v kontinentálním šampionátu, když se v roce 1972 probojovali do finále, kde podlehli Kongu-Brazzaville 2:3. Na posledním mistrovství v roce 2010 Mali sice nepostoupilo ze skupiny, ale zaujalo v utkání s domácí Angolou, když jeho hráči dokázali v poslední čtvrthodině vyrovnat z 0:4 na 4:4.

Na APN 2012 a následujícím APN 2013 získalo Mali bronzové medaile.

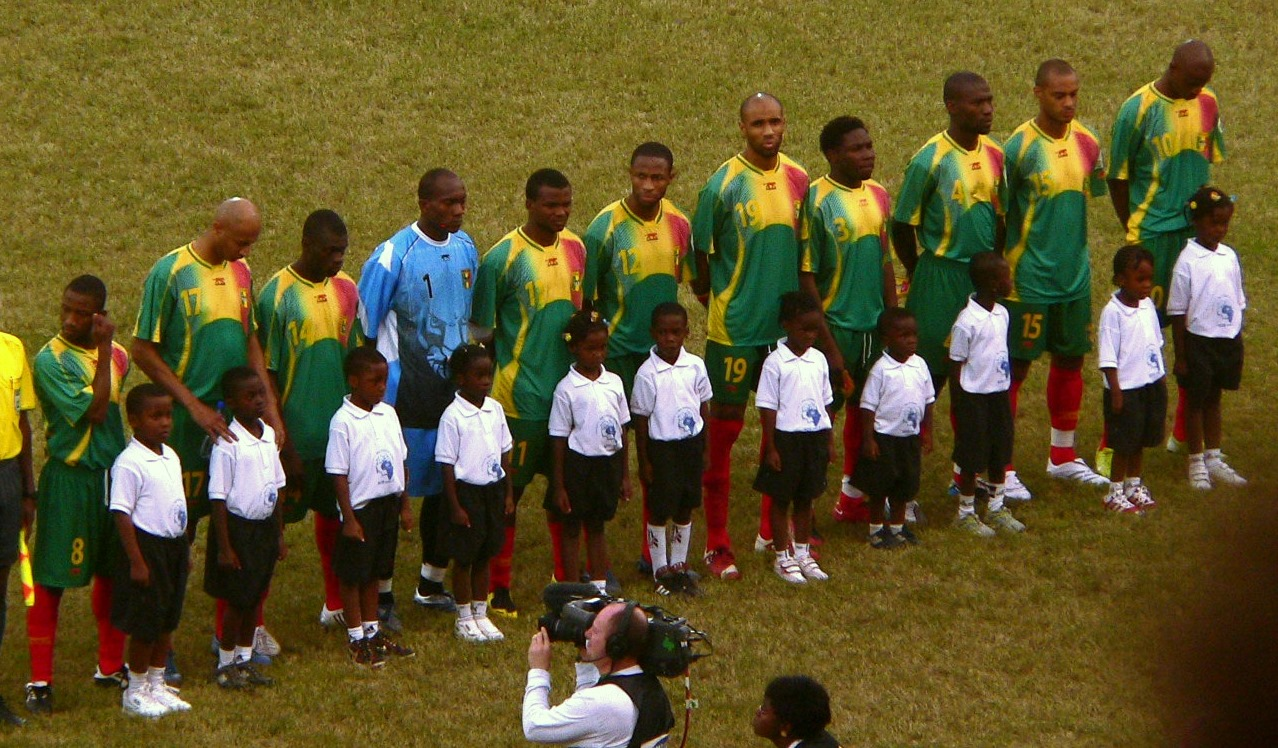
Fotbalisté Mali na Africkém poháru národů 2008

Fotbalisté Mali také třikrát vyhráli Pohár Amílcara Cabrala, soutěž zemí západní Afriky.

Nejlepším fotbalistou v dějinách Mali byl Salif Keïta Traoré, vyhlášený roku 1970 nejlepším fotbalistou Afriky. V devadesátých letech založil v Bamaku Centrum Salifa Keity pro výchovu fotbalových talentů. V letech 2005–2009 byl Keita předsedou fotbalového svazu. Rodákem z Mali je také Jean Tigana, který reprezentoval Francii na MS 1982 a 1986 a ME 1984. Ze současných fotbalistů jsou nejuznávanější Frédéric Kanouté a Mohamed Sissoko.

Fotbal je v Mali sportem číslo jedna a může se pochlubit řadou úspěchů: klub Stade Malien byl v roce 1964 finalistou Poháru mistrů afrických zemí, juniorka Mali získala bronzové medaile na MS U20 v roce 1999, malijský tým také postoupil do čtvrtfinále olympijského turnaje v Aténách.

## Mistrovství světa
| Rok    | Účast                                           | Soupisky |
| ------ | ----------------------------------------------- | -------- |
| 1962   | Bez účasti                                      |          |
| 1966   | Vzdali                                          |          |
| 1970   | Bez účasti                                      |          |
| 1974   | Bez účasti                                      |          |
| 1978   | Bez účasti                                      |          |
| 1982   | Bez účasti                                      |          |
| 1986   | Bez účasti                                      |          |
| 1990   | Bez účasti                                      |          |
| 1994   | Vzdali                                          |          |
| 1998   | Vzdali                                          |          |
| 2002   | Nepostoupili z kvalifikace                      |          |
| 2006   | Nepostoupili z kvalifikace                      |          |
| 2010   | Nepostoupili z kvalifikace                      |          |
| 2014   | Nepostoupili z kvalifikace                      |          |
| 2018   | Nepostoupili z kvalifikace                      |          |
| 2022   | Nepostoupili z kvalifikace                      |          |
| Celkem | účast – 0× zlato – 0×, stříbro – 0×, bronz – 0× |          |